# 티팟 돔 스캔들
티팟 돔 스캔들(영어: Teapot Dome scandal)은 워런 G. 하딩 대통령 행정부와 관련된 미국의 정치적 부정부패 스캔들이다. 이 스캔들은 내무장관 앨버트 B. 폴을 중심으로 발생했으며, 그는 경쟁 입찰 없이 해군의 석유 비축지인 와이오밍주의 티팟 돔과 캘리포니아주의 두 곳을 민간 석유 회사에 저렴한 가격으로 임대해 주었다. 이 임대 계약은 상원의원 토마스 J. 월시의 조사를 받았다. 석유 회사로부터 뇌물을 받은 혐의로 유죄 판결을 받은 폴은 감옥에 간 최초의 대통령 내각 구성원이 되었지만, 뇌물을 준 사람은 아무도 유죄 판결을 받지 않았다.
워터게이트 사건 이전에 티팟 돔은 "미국 정치 역사상 가장 크고 선정적인 스캔들"로 여겨졌다. 이 사건은 1922년 대철도 파업 처리와 1922년 하딩의 보너스 법안 거부권 행사로 이미 손상된 하딩 행정부의 명성을 영구적으로 훼손했다.
이후 의회는 직책에 관계없이 모든 미국 시민의 세금 기록에 대해 소환 권한을 부여하는 영구 법안을 통과시켰다. 이 법률들은 또한 의회의 권한을 일반적으로 강화한 것으로 평가된다.

## 역사

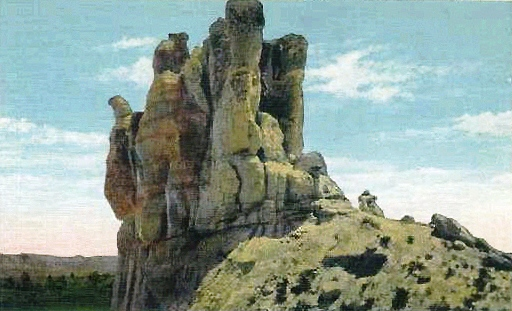
스캔들 당시의 티팟 돔 (티팟 록 포함), c. 1922년 엽서에 묘사됨

해군이 항상 충분한 연료를 확보할 수 있도록, 윌리엄 하워드 태프트 대통령은 몇몇 석유 생산 지역을 해군 석유 비축지로 지정했다. 1921년, 하딩 대통령은 행정명령을 통해 와이오밍주 내트로나군의 티팟 돔 유전과 캘리포니아주 컨군의 엘크 힐스 유전 및 부에나 비스타 유전에 대한 통제권을 미국 해군부에서 내무부로 이전하도록 했다. 이는 다음 해에 내무장관 폴이 에드윈 C. 덴비 해군장관을 설득하여 명령을 시행할 때까지 이루어지지 않았다.
1922년 후반, 폴은 티팟 돔의 석유 생산 권한을 싱클레어 석유 회사의 자회사인 매머스 오일의 해리 F. 싱클레어에게 임대했다. 그는 또한 엘크 힐스 비축지를 팬 아메리칸 석유 운송 회사의 에드워드 L. 도히니에게 임대했다. 두 임대 모두 경쟁 입찰 없이 이루어졌는데, 입찰 없는 임대는 1920년 광물 임대법에 따라 합법이었다.
임대 조건은 석유 회사들에게 매우 유리했으며, 두 계약과 관련된 비밀 거래로 인해 폴은 부자가 되었다. 그는 1921년 11월 도히니로부터 무이자 대출로 100,000달러(2018년 현재 $1.45백만 달러에 해당)를 받았다.
그는 도히니와 싱클레어로부터 총 약 404,000달러(2018년 현재 $5.86백만 달러에 해당) 상당의 다른 선물을 받았다. 임대는 합법이었지만, 이러한 거래는 그렇지 않았다. 폴은 이를 비밀로 하려 했지만, 그의 생활 수준이 갑자기 향상되면서 의심을 불러일으켰다. 예를 들어, 그는 최대 10년 동안 미납되었던 목장 세금을 납부했다. 나중에 앨버커키 트리뷴을 설립한 칼 매기는 이러한 갑작스러운 부의 증진에 대해 글을 썼고, 상원 조사에도 이를 알렸다.

## 조사와 결과

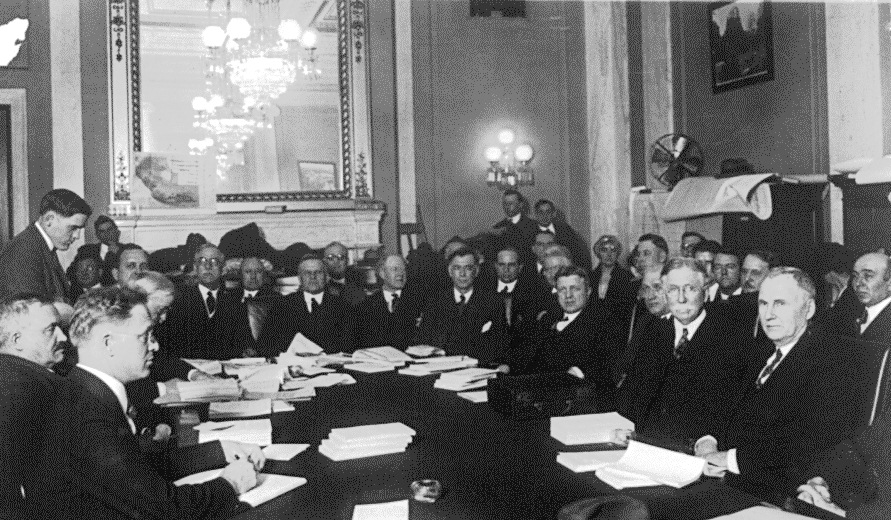
석유 사업가 에드워드 L. 도히니 (테이블, 오른쪽에서 두 번째)가 1924년 티팟 돔 석유 임대 계약을 조사하는 미국 상원 위원회에서 증언하고 있다.

1922년 4월, 와이오밍의 한 석유 사업가가 자신의 상원의원인 존 B. 켄드릭에게 싱클레어가 비밀 거래로 토지 계약을 따낸 것에 대해 분노하며 편지를 보냈다. 켄드릭은 그에게 답장을 보내지 않았지만, 이틀 뒤인 4월 15일, 그는 이 거래에 대한 조사를 요구하는 결의안을 제출했다. 1923년 3월, 미국 상원은 티팟 돔에 대한 첫 조사를 시작했다. 공화당 소속 위스콘신주 상원의원 로버트 M. 라폴레트 시니어가 상원 공공 토지 위원회의 조사를 이끌었다. 처음에는 라폴레트가 폴의 무죄를 믿었지만, 상원 의원 건물에 있는 자신의 사무실이 강탈당한 후 의심을 품게 되었다.
가장 하급 소수당 의원인 몬태나주 민주당 소속 토마스 J. 월시가 오랜 조사를 이끌었다. 2년 동안 월시는 전진했고, 폴은 자신의 흔적을 지우며 후퇴했다. 처음에는 불법 행위의 증거가 발견되지 않았다. 임대 계약은 충분히 합법적이었지만, 기록들이 mysteriously 사라지고 있었다. 1924년에 이르러 남아있는 미해결 질문은 폴이 어떻게 그렇게 빠르고 쉽게 부자가 되었는가였다.
하딩 시대의 미국 법무장관 해리 M. 도허티와 하딩 행정부의 다른 관계자들은 외국인 재산 관리관 토마스 W. 밀러에 의해 자신이 도허티의 형제 맬리("맬") S.가 사장으로 재직했던 미들랜드 국립 은행에 자금을 예치하도록 압력을 가했다는 혐의를 받았다. 도허티는 티팟 돔 스캔들을 조사하기를 거부했기 때문이다. 1927년 1월 17일, McGrain v. Daugherty 판결에서 미국 연방 대법원은 1924년에 그에게 내려진 모욕죄 판결과 관련된 맬리 도허티에 대한 모욕죄 유죄 판결을 확정했다. 그의 형제의 티팟 돔 스캔들 가해자들을 기소하지 않은 실패를 조사하는 미국 상원 위원회에 협조를 거부했기 때문이다. 그러나 맬의 모욕죄 유죄 판결을 지지한 대법원 결정은 도허티에 대한 미들랜드 은행 사건이 역사 속으로 사라지는 결과를 낳았다.
뇌물로 받은 돈은 폴의 목장과 사업 투자에 사용되었다. 마침내 조사가 폴이 명백히 무죄인 상태로 끝나갈 때, 월시는 폴이 숨기지 못했던 증거 하나를 발견했다: 도히니가 폴에게 10만 달러를 대출해 준 것이었다. 이 발견이 스캔들을 터뜨렸다. 스캔들과 관련된 민사 및 형사 소송은 1920년대 내내 계속되었다. 1927년, 대법원은 석유 임대 계약이 부패하게 취득되었다고 판결했다. 법원은 1927년 2월 엘크 힐스 임대 계약을 무효화했고, 10월에는 티팟 돔 임대 계약도 무효화했다. 두 비축지는 모두 해군으로 반환되었다.

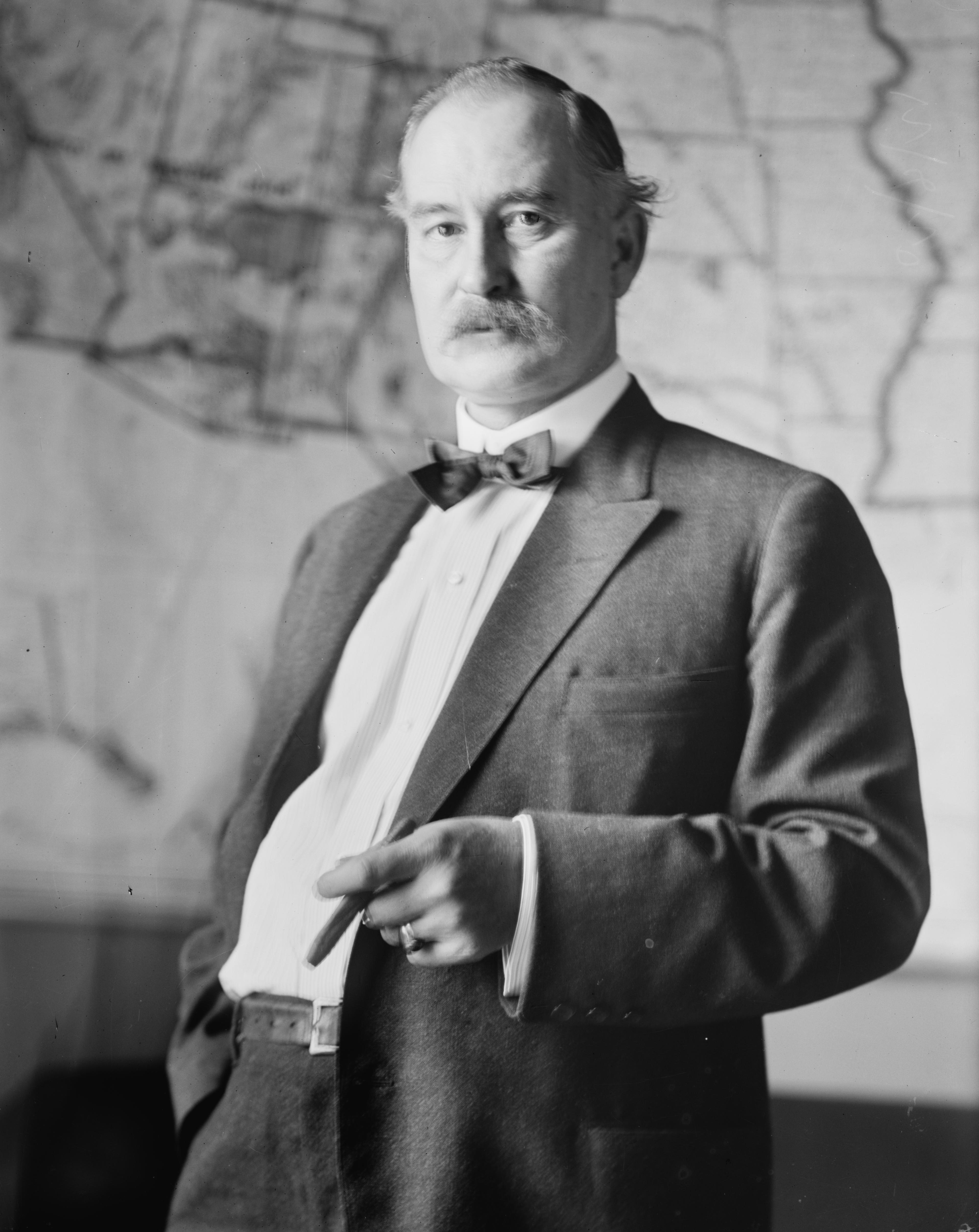
앨버트 B. 폴은 이 스캔들로 인해 수감된 최초의 미국 내각 공직자였다.

1929년, 폴은 도히니로부터 뇌물을 받은 혐의로 유죄 판결을 받았다. 반대로, 1930년, 도히니는 폴에게 뇌물을 준 혐의로 무죄 판결을 받았다. 또한, 도히니의 회사는 그 동일한 10만 달러 뇌물로 밝혀진 "미납 대출" 때문에 뉴멕시코 툴라로사 분지에 있는 폴의 집을 압류했다. 싱클레어는 배심원 위증 혐의로 6개월을 복역했다.
폴이 이 스캔들의 책임이 있었지만, 하딩의 명성은 이와 관련된 인물들과의 관계 때문에 영구적으로 훼손되었다. 폴의 유죄를 증명하는 증거는 1923년 하딩이 사망한 후에야 드러났다.
티팟 돔 유전은 스캔들 이후 49년 동안 방치되었지만, 1976년에 다시 생산을 시작했다. 티팟 돔이 지난 39년 동안 추출된 22백만 배럴 (3,500,000 m3)의 석유로 5억 6900만 달러 이상의 수익을 올린 후, 미국 에너지부는 2015년 2월 이 유전을 뉴욕 기반의 Stranded Oil Resources Corp.에 4500만 달러에 매각했다.

## 유산
이 스캔들은 하딩 대통령 사망 후 캘빈 쿨리지가 대통령이 되기 전에 발생했으며, 조사는 쿨리지의 정직성에 대한 명성을 높였다. 쿨리지는 1924년 미국 대통령 선거에서 쉽게 승리했다.
McGrain v. Daugherty (1927)에 대한 대법원 판결은 의회가 증언을 강제할 수 있는 권한을 처음으로 명시적으로 확립했다.
스캔들에 대한 대응으로, 1924년 소득세법은 미국 하원 세입 위원회 위원장에게 납세자의 세금 기록을 얻을 권리를 부여했다. 선거 자금 규제를 담당하는 연방 부패 관행법은 1925년에 강화되었다.

## 비교
티팟 돔 스캔들은 역사적으로 미국에서 최악의 스캔들로 여겨져 왔다. – 내각 부패의 "최고점"이었다. 이 스캔들은 종종 후속 스캔들과 비교하는 벤치마크로 사용된다. 특히 이 스캔들은 워터게이트 사건과 비교되었는데, 이 사건에서는 내각 구성원인 법무장관 존 N. 미첼이 수감되었는데, 이는 미국 역사상 내각 구성원이 수감된 두 번째 사례였다. 도널드 트럼프 1기 행정부 동안 뉴스 매체들은 트럼프 내각 구성원들의 부적절한 행위, 특히 내무장관 라이언 징키의 행위는 티팟 돔 스캔들과 비교되었다.

## 같이 보기
- K가의 작은 녹색 집
- 미국 연방 정치 스캔들 목록
- 티팟 돔 서비스 스테이션

## 추가 자료
- Bates, James Leonard (1963). 《The origins of Teapot Dome; progressives, parties and petroleum, 1909–1921》. Urbana: University of Illinois Press.
- Bennett, Leslie E. (1999). 《One Lesson From History: Appointment of Special Counsel and the Investigation of the Teapot Dome Scandal》. Brookings Institution.
- History.com Editors. "Teapot Dome Scandal". History. 2017.
- Ise, John (1926). 《The United States Oil Policy》 (영어). Yale University Press.
- Murphy, Blakely M., 편집. (1948). 《Conservation of oil & gas, a legal history, 1948》 1972판. New York: Arno Press; American Bar Association. ISBN 978-0405045226.
- Noggle, Burl (1965). 《Teapot Dome : oil and politics in the 1920's》. New York: Norton. ISBN 978-0393002973.
- Werner, M. R. (Morris Robert); Starr, John (1959). 《Teapot Dome》. New York: Viking Press.